# 157020 Fertőszentmiklós
(157020) Fertőszentmiklós, denumire internațională (157020) Fertoszentmiklos, este un asteroid din centura principală de asteroizi.

## Descriere
157020 Fertőszentmiklós este un asteroid din centura principală de asteroizi. A fost descoperit pe 26 august 2003 la Piszkesteto de Krisztián Sárneczky și Brigitta Sipőcz. Asteroidul prezintă o orbită caracterizată de o semiaxă mare de 3,16 ua, o excentricitate de 0,07 și o înclinație de 10,5° în raport cu ecliptica.